# Municipio de Sims (Arkansas)
El municipio de Sims (en inglés: Sims Township) es un municipio ubicado en el condado de Montgomery en el estado estadounidense de Arkansas. En el año 2010 tenía una población de 361 habitantes y una densidad poblacional de 4,09 personas por km².

## Geografía
El municipio de Sims se encuentra ubicado en las coordenadas 34°40′51″N 93°39′10″O / 34.68083, -93.65278. Según la Oficina del Censo de los Estados Unidos, el municipio tiene una superficie total de 88.22 km², de la cual 87,68 km² corresponden a tierra firme y (0,61 %) 0,54 km² es agua.

## Demografía
Según el censo de 2010, había 361 personas residiendo en el municipio de Sims. La densidad de población era de 4,09 hab./km². De los 361 habitantes, el municipio de Sims estaba compuesto por el 94,46 % blancos, el 1,11 % eran amerindios, el 1,94 % eran asiáticos y el 2,49 % eran de una mezcla de razas. Del total de la población el 0 % eran hispanos o latinos de cualquier raza.